# Christoph Springer
Christoph Springer (* 30. Oktober 1985 in Oberndorf am Neckar) ist ein ehemaliger deutscher Straßenradrennfahrer.

## Sportliche Laufbahn
Christoph Springer begann seine Karriere 2008 bei dem griechischen Continental Team Cosmote Kastro. Bei der Tour d’Egypte 2009 wurde er im Prolog Fünfter, auf dem dritten Teilstück Achter und bei der sechsten Etappe Sechster. Dadurch konnte er die  Gesamtwertung der sechstägigen Rundfahrt gewinnen. 2010 und 2011 fuhr Springer für das Team SP. Tableware-Gatsoulis Bikes und wechselte im Jahr 2012 zum deutsch-aserbaidschanischen Team Specialized Concept Store. In den folgenden Jahren gelangen ihm keine herausragenden Erfolge.
Zum Ende des Jahres 2015 trat er vom Radsport als Aktiver zurück und wechselte ins Managements des Continental Teams Roth-Škoda.
Durch NADA-Entscheidung vom 21. Dezember 2016 wurde Springer wegen Dopings mit Erythropoetin, welches ihm bei einer Wettkampfkontrolle im Jahr 2015 nachgewiesen worden war, nachträglich für vier Jahre gesperrt. Hieran schloss sich eine Debatte an, ob die Namen von wegen Dopings verurteilter Sportler unter Klarnamen im Internet veröffentlicht werden sollten.

## Erfolge
2009
- Gesamtwertung Tour d’Egypte